# Collateral Beauty
Collateral Beauty en español significa «Belleza Colateral» (titulada Belleza Inesperada en Hispanoamérica y Belleza Oculta en España) es una película estadounidense de 2016 dirigida por David Frankel y escrita por Allan Loeb. La película está protagonizada por Will Smith, Edward Norton, Keira Knightley, Michael Peña, Naomie Harris, Jacob Latimore, Kate Winslet y Helen Mirren. La trama gira en torno a un hombre que está haciendo frente al duelo por la muerte de su hija de 6 años, lo que le lleva a cuestionar conceptos como la muerte, el tiempo y el amor.
La película fue presentada en el Festival Internacional de Cine de Dubái el 13 de diciembre de 2016, y estrenada en Estados Unidos el 16 de diciembre de 2016. Y, si bien la película no obtuvo buenas críticas, alcanzó una aceptable buena acogida por parte del público, logrado recaudar por taquilla más de 88 millones de dólares estadounidenses, lo que superó con creces los 36 millones que costó su producción.

## Argumento
El exitoso ejecutivo de publicidad Howard Inlet se confina en una silenciosa soledad, muy deprimido por la trágica muerte de su pequeña hija. Sus amigos y socios de la agencia de publicidad, Whit Yardshaw, Claire Wilson y Simon Scott temen por la salud mental de Howard y por el futuro de la empresa porque Howard pasa su tiempo solo, rara vez durmiendo o comiendo, y en la oficina, construyendo cadenas y estructuras de dominó. El comportamiento de Howard pone en peligro las cuentas de la agencia, ya que su comportamiento les ha costado numerosos clientes de alto perfil y los ha dejado al borde de la quiebra. Por otra parte, como accionista mayoritario, Howard también está poniendo en riesgo los esfuerzos por vender la compañía.
El trío de amigos contrata a una investigadora privada, Sally Price, para que obtenga pruebas de que Howard no está apto para dirigir la compañía, para que puedan tomar el control y salvarla. Sally intercepta tres cartas de Howard acerca del amor, el tiempo y la muerte, y presentándoles el fruto de su trabajo a Whit, Claire y Simon. Por esta razón, ellos deciden contratar a un trío de actores que van encarar a Howard y desafiar los conceptos que escribió en cada una de esas cartas -Amy, Raffi y Brigitte- para interpretar a «Amor», «Tiempo» y «Muerte». El plan es que Sally registre estos encuentros de Howard interactuando con «Amor», «Tiempo» y «Muerte», para luego borrarlos digitalmente a Amy, Raffi y Brigitte y mostrar a Howard hablando solo y mentalmente desequilibrado.
En preparación para sus papeles, Amy, Raffi y Brigitte pasan tiempo con Whit, Claire y Simon, que están pasando por sus propios problemas personales: Whit está luchando para volver a conectarse con su hija Allison Yardshaw después de engañar a su madre, Claire está buscando donantes de esperma para concebir un bebé, tras descuidar su vida privada durante años, y Simon está luchando contra el cáncer en secreto, a espaldas de su esposa y con un hijo recién nacido. Mientras tanto, Howard poco a poco comienza a asistir a un grupo de apoyo de duelo y se hace amigo de Madeleine, que ha perdido a su hija Olivia por un tipo cáncer cerebral llamado glioblastoma multiforme o GBM por sus siglas, lo que llevó al final de su matrimonio. Cuando Howard se encuentra con Madeleine, ella le muestra una nota de su marido: "Si tan sólo pudiéramos volver a ser extraños..." y continúa enigmáticamente "Y ahora lo somos".
Brigitte, Raffi y Amy se acercan por separado a Howard, pero Amy vacila, arrepentida por manipular a Howard. Whit intenta convencerla de que regrese, y también expresa su interés romántico por ella, pero Amy lo rechaza y sólo acepta comprometerse con su plan si Whit se compromete a reparar su relación con su hija, Allison. A continuación visita Allison en la escuela y aunque ella se niega a hablar con él, él profesa su amor por ella y promete regresar todos los días hasta que ella habla con él, tocando a Allison, que acoge a Whit de nuevo en su vida. Simón le confía a Brigitte su enfermedad terminal y su miedo a la muerte, y ella lo anima a compartir la noticia con su familia, lo que Simón hace en última instancia, siendo confortado por su esposa.
Amy, Raffi y Brigitte se enfrentan a Howard una vez más, y él los ataca, especialmente a Amy, externalizando el dolor que sufría desde la muerte de su hija. Amy le dice a Howard que debe la existencia de su hija al amor y que no puede vivir sin ella, lo que inspira a Howard a llegar a Madeleine una vez más. Habla del día en que Olivia murió, en la que una señora del hospital le habló de la «belleza colateral», que aprendió a reconocer como actos de bondad desinteresada que siguen a las tragedias. Simon también le cuenta a Brigitte su condición y su miedo a la muerte. Brigitte lo anima a compartir la carga con su familia. "Amor", "Tiempo" y "Muerte" se enfrentan a Howard nuevamente, pero él arremete contra ellos, particularmente contra Amor, exteriorizando el dolor que guardaba en su interior desde la muerte de su hija. Love le dice a Howard que le debe amor a la existencia de su hija y que no puede vivir sin él.
Al día siguiente, Howard asiste a una reunión con la junta directiva de su compañía en la que Whit, Claire y Simon presentan las imágenes de sus encuentros con Amy, Raffi y Brigitte, sin ellos en el vídeo. Howard se da cuenta de que el video lo hace parecer mentalmente inestable para dirigir las cosas y conducir correctamente la compañía, mientras expresa su gratitud por todo lo que sus amigos han hecho por él, y prometiendo estar allí en sus momentos de necesidad. Claire le confiesa a Raffi que renunció a convertirse en madre, pero Raffi le asegura que es capaz de hacerlo, y que todavía tiene tiempo para tomar su decisión, revelándose sutilmente como «Tiempo». Whit visita a Allison en la escuela. Aunque ella expresa enojo e inicialmente se niega a hablar con él, él expresa su amor por ella y promete regresar todos los días hasta que ella hable con él. Allison reconsidera y, al despedirse, menciona que "mañana es medio día de clases". 
Howard visita a Madeleine y es invitado a su casa, donde Madeleine le persuade de ver un video de su marido jugando con su hija, que resultan ser Howard y Olivia. El dolor había separado a Howard de Madeleine, y ella accedió a que volviesen a ser extraños una vez más como había deseado. Howard finalmente reconoce el nombre y la condición de su hija, y hacen reparaciones y reconstruyen su relación. Más tarde, mientras Howard y Madeleine aparecen caminando por Central Park un día de primavera, Howard nota Amy, Raffi y Brigitte observándolos orgullosamente. Cuando Madeleine mira, sin embargo, se han ido, mientras que Brigitte, que en realidad es «Muerte», se muestra como la persona que primero le habló a Madeleine sobre de la «belleza colateral».

## Reparto
- Will Smith como Howard Inlet.
- Edward Norton como Whit Yardshaw.
- Keira Knightley como Amy / "Amor".
- Michael Peña como Simon Scott.
- Naomie Harris como Madeleine.
- Jacob Latimore como Raffi / "Tiempo".
- Kate Winslet como Claire Wilson.
- Helen Mirren como Brigitte / "Muerte".
- Enrique Murciano como Stan.
- Kylie Rogers como Allison Yardshaw.
- Ann Dowd como Sally Price.
- Mary Beth Peil como madre de Whit.
- Liza Colón-Zayas como madre de Trevor.
- Natalie Gold como madre de Adam.

## Banda sonora
En noviembre de 2016, se confirmó que la canción de OneRepublic Let's Hurt Tonight sería parte del álbum de la banda sonora. Con Theodore Shapiro, un video musical para la canción fue lanzado el 6 de diciembre de 2016.

## Rodaje
El rodaje en la película comenzó el 22 de febrero de 2016, en ciudad de Nueva York, donde la película también transcurre en el barrio de Queens y en la propia Manhattan. El 10 de marzo de 2016, la filmación se realizó en el Whitney Museum of American Art.